# 帝國尚武會
帝國尚武會（ていこくしょうぶかい、新字体では帝国尚武会）とは、剣術家である野口正八郎が明治36年7月に設立した、柔術、剣術、泳法、馬術、弓術の普及を目的とした団体である。
通信教授を以て柔術の知識、秘術を浅く広く天下に広め、柔術に対する国民の趣味を誘起することを目的としていた。

## 概要

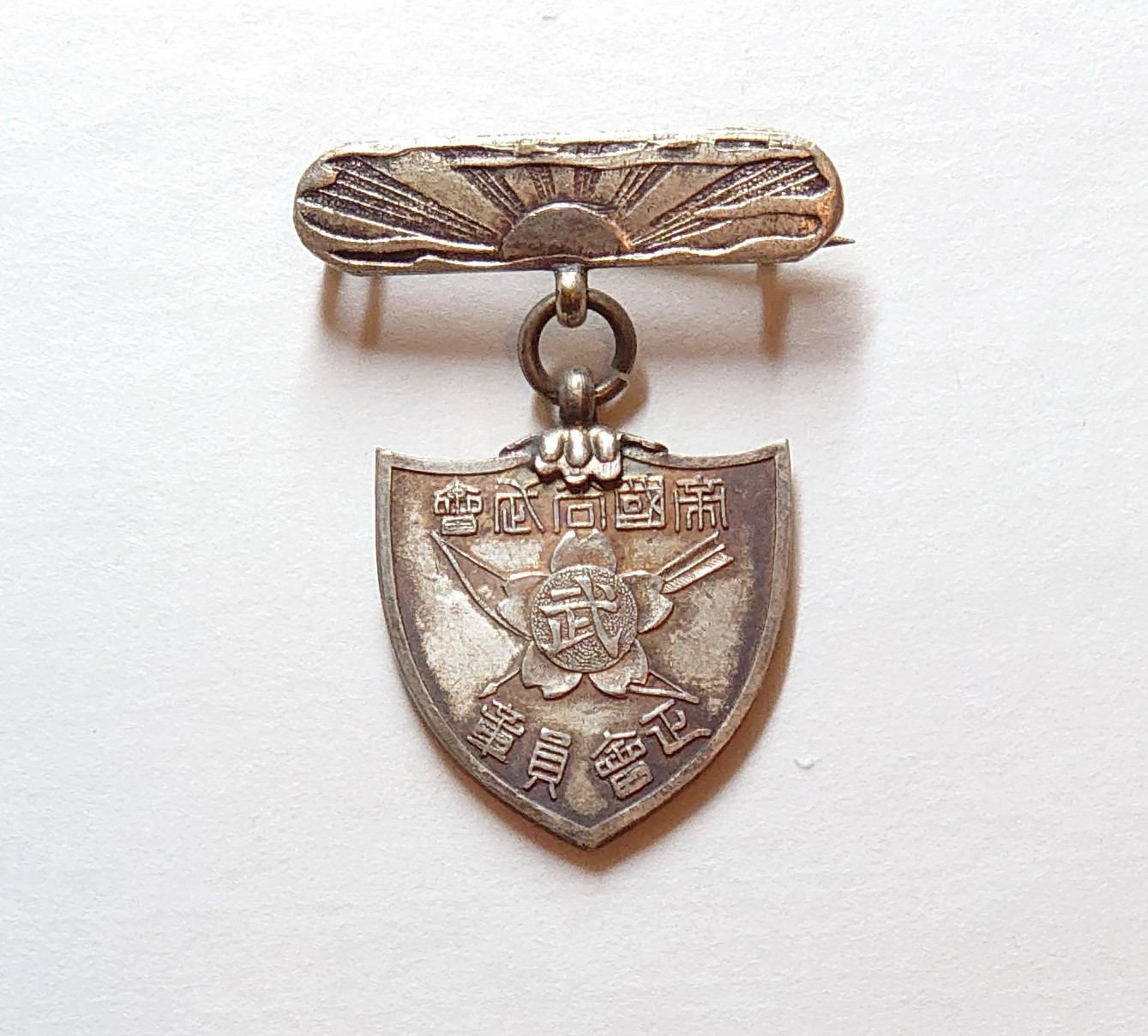
帝国尚武会正会員章 表側

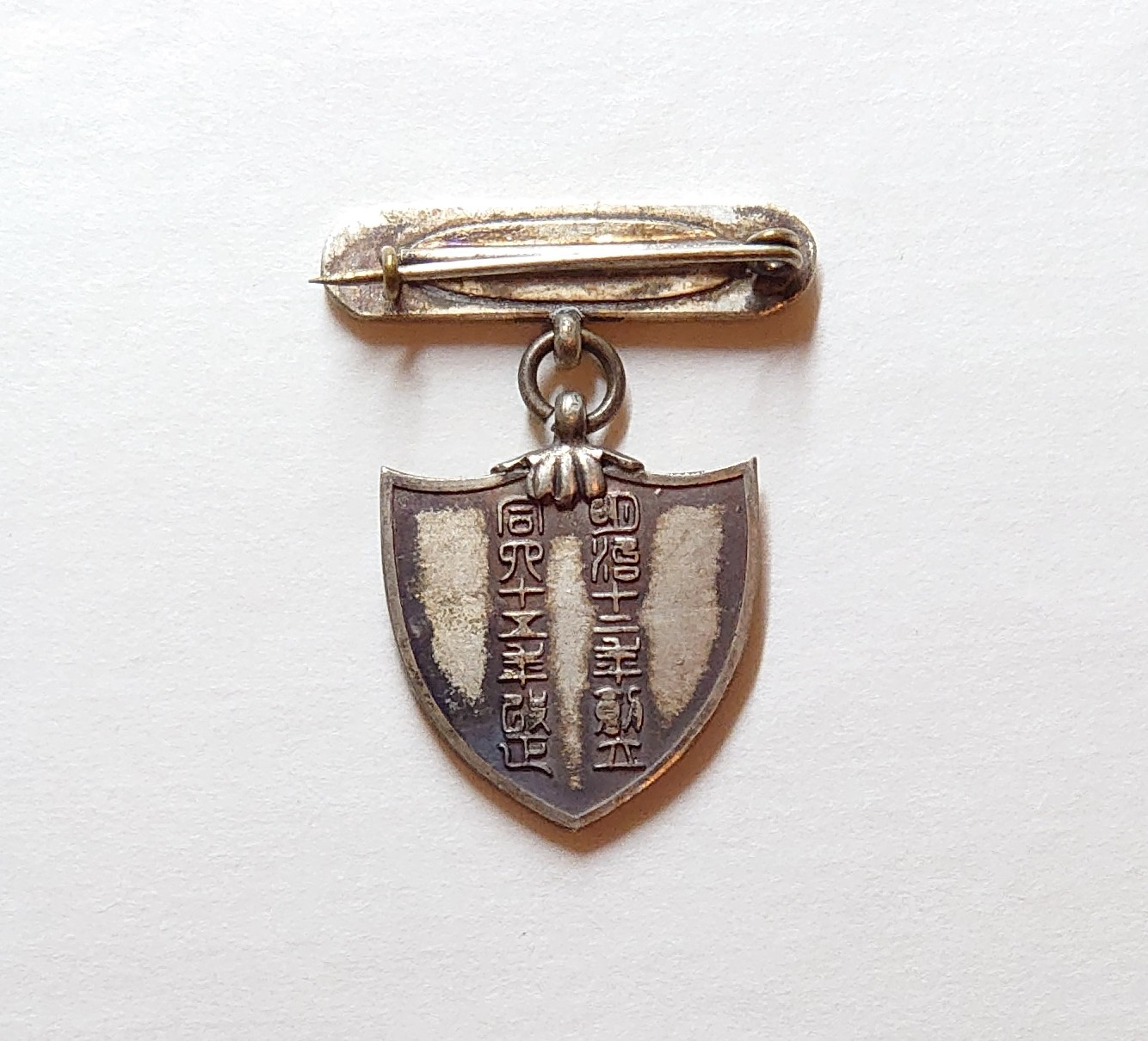
帝国尚武会正会員章 裏側

明治36年7月に剣術家である野口正八郎が設立した武術普及を目的とした団体である。
武術の通信教授法を確立し日本初の武術通信教授を行った。道場部と通信教授部からなる。
帝國尚武會通信教授部規定によると、直接師に就けない事情があるものや師に就いて修行中のもので上達しないもののために通信教授部を設けたある。通信教授により柔術を完全に教授し、身心強固の士を養成して斯道を普及させることを目的としていた。
本部は東京市麻布区木村町144にあったが、大正期に芝区芝公園に移転している。

多数の政府高官、軍人が関わった。
- 顧問　：板垣退助
- 会老　：土屋光春（陸軍大将）
- 会長　：野口正八郎
- 師範長：野口清（野口潜龍軒）
- 理事長：菊地主殿（陸軍歩兵大佐）
- 名誉会員
大島久直（陸軍大将）、井口省吾（陸軍中将）、豊島陽蔵（陸軍中将）、亀岡泰辰（陸軍少将）、小松原英太郎（前文部大臣）、福島安正（陸軍中将）、村田惇（陸軍中将）、鷹司煕通（公爵）、大迫尚道（陸軍中将）、落合豊三郎（陸軍中将）、森鷗外（軍医総監）、上田有沢（陸軍大将）、上原勇作（陸軍大臣）、東條英教（陸軍中将）、中村覚（陸軍中将）
- 実習部主任：深井子之吉

## 帝国尚武会の武術
柔術、剣術、泳法、馬術、弓術などを教えていた。
神道六合流柔術
夢想流、無念流、起倒流、揚心流、眞蔭流、真之神道流、気楽流を合一した流派。
神道扶桑流剣術
剣術20流派の長所を取捨選択して編纂された流派。

## 会員数の推移
道場部、通信教授部及び海外の門人などを合わせて40万人近くの会員がいた。
- 1911年　　　　 15万人[2]
- 1916年1月　　　34万人[3]
- 1916年8月24日　37万454人